# Piotr II Petrowić-Niegosz
Piotr II Petrowić-Niegosz, serbski Петар II Петровић-Његош, Petar II Petrović-Njegoš (ur. 13 listopada 1813 w Njeguši, zm. 31 października 1851 w Cetynii) – prawosławny biskup Czarnogóry, w latach 1830-1851 władyka Czarnogóry. Ostatni teokratyczny władca tego państwa, łączący godność metropolity z absolutną władzą świecką.

## Życiorys

### Młodość
Urodził się najprawdopodobniej 1/13 listopada 1813 w Njeguši, jako Rade (Radivoje), średni syn Tomasza Petrovića-Niegosza, młodszego brata Piotra I Petrowicia Niegosza, władyki Czarnogóry. 
Zgodnie z tradycją dynastii Petrowiciów-Niegoszów prawosławny metropolita Cetyni, władyka Czarnogóry był każdorazowo desygnowany za życia poprzednika. Piotr I Petrović-Niegosz w pierwszej kolejności pragnął uczynić swoim następcą Jerzego, syna swojego starszego brata Sawy. Po tym jednak, gdy ten wstąpił do szkoły wojskowej, nie zaś do monasteru (co było warunkiem przyjęcia chirotonii biskupiej), Piotr I wytypował na swojego sukcesora właśnie Radivoja. Wybierając go, stwierdził, iż Rade będzie wspaniałym bohaterem i mądrym człowiekiem. Ze względu na złe doświadczenia związane z kształceniem Jerzego, nowy kandydat na przyszłego władykę nie został skierowany na naukę do Rosji, lecz uczył się na miejscu, w monasterze w Cetyni oraz u prywatnych nauczycieli, z których największą rolę w jego kształceniu odegrał Sima Milutinović. W rezultacie jego końcowe wykształcenie było w dużej mierze przypadkowe i wynikało z osobistych zainteresowań.

### Władyka czarnogórski

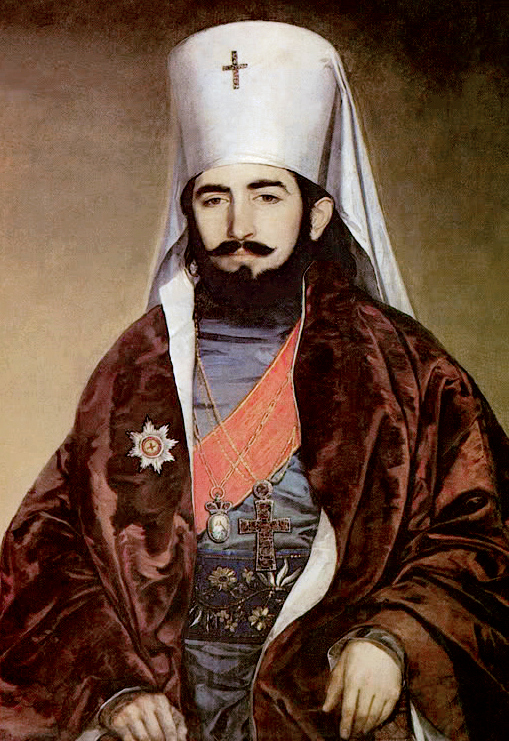
Piotr II Petrowić-Niegosz w szatach metropolity prawosławnego

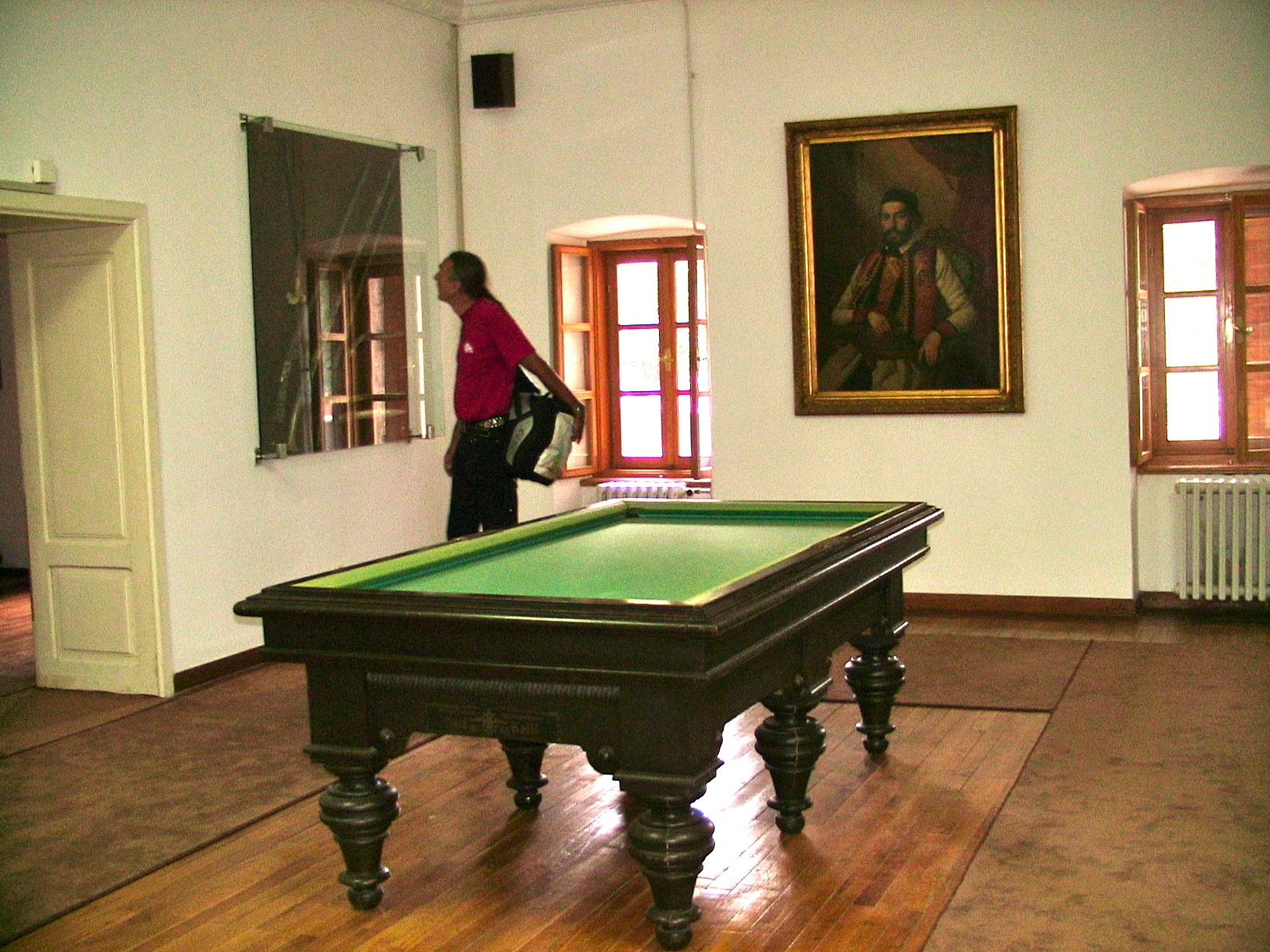
Wnętrze wzniesionego przez Niegosza pałacu – Bilardówki, widoczny należący do niego stół bilardowy

18/30 października 1830 zmarł Piotr I Petrowić-Niegosz, dzień później zgromadzeni naczelnicy plemion czarnogórskich potwierdzili wybór wskazanego wcześniej następcy na nowego władykę. Po kilku miesiącach Radivoj Petrowić złożył wieczyste śluby zakonne, przyjmując imię Piotr na cześć swojego poprzednika. Na uroczystą chirotonię biskupią wyjechał do Petersburga, podkreślając tym samym związek Czarnogóry z Rosyjskim Kościołem Prawosławnym. Zdaniem M. Popovicia kilkumiesięczny pobyt w Rosji (na przełomie 1833 i 1834) ostatecznie przekonał go do podjęcia w Czarnogórze gruntownych reform ustrojowych.
Był prekursorem nowoczesnej organizacji państwowej Czarnogóry. W 1831 powołał do życia kolegium złożone z przedstawicieli 16 rodów czarnogórskich, któremu nadał nazwę Praviteljstvujušči senat crnogorski i brodski. Miało ono pełnić funkcję ciała doradczego wobec władyki, zachowującego absolutną świecką władzę w kraju. W 1834 zainicjował również rozwój szkolnictwa (do tej pory działającego na ograniczoną skalę jedynie przy monasterach), założył państwową drukarnię i wprowadził w Czarnogórze podatki, w których ściąganie musiał osobiście się zaangażować z powodu niechęci mieszkańców do płacenia. Przez cały okres swoich rządów toczył walki z Turkami o przebieg granic Czarnogóry.
W 1838 wzniósł w Cetyni nową rezydencję władców Czarnogóry, nazwaną Bilardówką, w której siedzibę znalazły również Senat i tworząca się administracja państwowa. Zlikwidował w Czarnogórze cenzurę, osobiście zablokował jednak druk dzieł Dositeja Obradovicia, którego uważał za heretyka wobec prawosławia i okcydentalistę pozbawionego szacunku dla kultury serbskiej. Pragnął również zachować pozycję Serbskiego Kościoła Prawosławnego, krytykowanego przez Obradovicia, jako najważniejszej instytucji integrującej wszystkich Serbów w walce z Turkami.
W działaniach na rzecz modernizacji państwa napotkał znaczny opór ze strony przywódców czarnogórskich plemion, niechętnych zmianom w ustroju państwa. Pragnąc mimo tego kontynuować swój program reform, rządził Czarnogórą w sposób coraz bardziej bezwzględny. W latach 1839–1843, z powodu szczególnych trudności we wprowadzaniu w życie zaplanowanych reform, był zmuszony całkowicie zarzucić działalność literacką. Utwory, jakie napisał po tym okresie, były naznaczone silnym pesymizmem nabytym pod wpływem wcześniejszych doświadczeń. 
W czasie Wiosny Ludów poparł chorwacki ruch narodowy. Opowiadał się za integracją Czarnogóry z Serbią w ramach budowy Wielkiej Serbii według planów Iliji Garašanina.
W 1850 pojawiły się u niego pierwsze objawy gruźlicy. W celu leczenia wyjeżdżał do Austrii i Włoch, lecz wobec braku poprawy stanu zdrowia wrócił do Cetyni, by umrzeć w ojczyźnie. Zmarł 31 października 1851 około dziesiątej rano.

### Działalność literacka

#### Wczesna twórczość
Piotr II Petrowić-Niegosz przejawiał zainteresowanie literaturą już przed osiemnastym rokiem życia (tj. przed objęciem godności metropolity Czarnogóry). Przejawiał szczególne zamiłowanie dla ludowej twórczości literackiej swojej ojczyzny, uczył się języków obcych, by móc zapoznawać się również z dziełami pisarzy i poetów zagranicznych. Wiadomo, iż dobrze poznał literaturę rosyjską, w mniejszym stopniu francuską, angielską i włoską oraz pojedyncze utwory polskie i czeskie. Podstawowym źródłem dla jego oryginalnych utworów pozostawała jednak ludowa pieśń serbska i czarnogórska, którą starał się naśladować w kilku zbiorach wierszy.
Utwory, które ze znacznym prawdopodobieństwem można uznać za oryginalną twórczość Niegosza powstałe przed objęciem przez niego władzy w Czarnogórze to wiersze Crmničani, Bjelice, Kavajka, Mali Radojica oraz Nova pjesma crnogorska o vojni Rusach i Turakach početoj u 1828. godine. 

#### Dojrzała twórczość
W 1834 w prowadzonej przez siebie drukarni w Cetyni wydał zbiór poezji Pustelnik cetyński oraz utwór poświęcony ostatnim walkom czarnogórsko-tureckim. W ciągu kolejnych trzech lat napisał kilka utworów o charakterze politycznym oraz filozoficznym. Szczególne miejsce w jego twórczości zajmuje napisany w 1836 Plač na smrt sinovca Pavla Petrovicia-Njegoša, w którym opłakiwał zmarłego w wieku dziesięciu lat bratanka imieniem Pavle, którego typował na swojego następcę i którego, zdaniem Popovicia, pokochał jak syna.
Pod wpływem rosnących własnych ambicji literackich Petrowić-Niegosz napisał Górski wieniec, dzieło, które miało odegrać rolę narodowej epopei czarnogórskiej. Utwór ten, czerpiący inspirację z ludowych pieśni epickich, w udramatyzowany sposób opisywał wydarzenie znane jako istraga poturica (wytępienie poturczeńców) – wymordowanie tych członków plemion czarnogórskich, którzy przeszli na islam. 
Petrowić-Niegosz opublikował również poemat Promień mikrokosmosu (w 1845) oraz dramat Fałszywy car Szczepan Mały (1851). Był jednym z najwybitniejszych twórców w literaturze serbskiej. Dorota Gil uważa jego twórczość za wyraz specyficznej syntezy kultury prawosławnej z kulturą ludową i zawartymi w niej elementami o korzeniach pogańskich. Z kolei serbski pisarz Ivo Andrić zawarł w swoim eseju tezę, iż twórczość Niegosza rozwijała się przede wszystkim pod wpływem mitu kosowskiego i że to on ukształtował cały światopogląd władyki czarnogórskiego jako twórcy, władcy i człowieka, natomiast według serbskiego literaturoznawcy Miodraga Popovicia wszystkie teksty Niegosza są realizacją jego przekonania, iż każdy przejaw działalności człowieka, także twórczość literacka, winien być podporządkowany walce o wolność.
Ideologia Górskiego wieńca, rozwijająca mit kosowski, miała znaczny wpływ na rozwój serbskiego nacjonalizmu.

## Upamiętnienie i kanonizacja

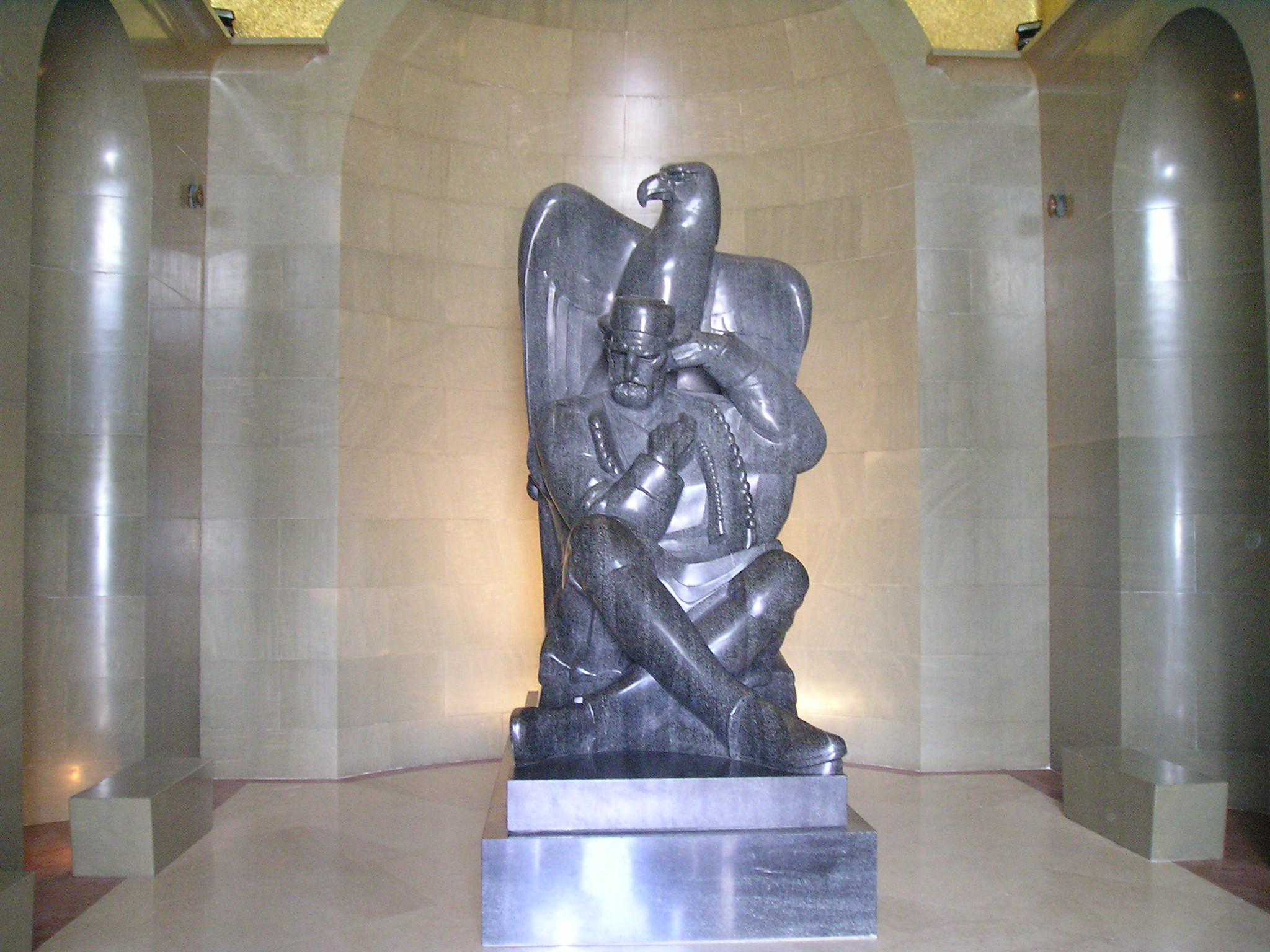
Pomnik Piotra II Petrowicia-Niegosza w jego mauzoleum

Zgodnie ze swoim życzeniem został pochowany w kaplicy wybudowanej na szczycie Jezerskim w paśmie Lovćen. Na przełomie lat 60. i 70. XX wieku została ona zastąpiona nowym budynkiem – socrealistycznym mauzoleum.
Muzeum pamiątek po Niegoszu znajduje się w wybudowanym przez niego pałacu Bilardówka. Na muzeum został zaadaptowany również dom w Njeguši, w którym władyka się urodził.
19 maja 2013 metropolita Czarnogóry i Przymorza Amfilochiusz ogłosił Piotra II Petrowicia-Niegosza świętym, przeprowadzając stosowną ceremonię w monasterze w Cetyni. 19 maja został wyznaczony dniem wspomnienia świętego metropolity. Decyzja metropolity musi zostać jeszcze potwierdzona przez stosowną komisję Serbskiego Kościoła Prawosławnego.